# Světelné množství
Světelné množství je fotometrická veličina, definovaná jako časový integrál světelného toku.
Značí se Q.
Její jednotkou je lumen·sekunda (lm·s).
{\displaystyle Q=\int _{0}^{t}\Phi .\mathrm {d} t}